# Pallacanestro Femminile Schio 2007-2008
Questa voce raccoglie le informazioni riguardanti la Famila Wüber Schio nelle competizioni ufficiali della stagione 2007-2008.

## Stagione
La stagione 2007-2008 è stata la sedicesima consecutiva che la squadra scledense ha disputato in Serie A1.
Il 3 maggio vince il suo terzo scudetto battendo le campionesse uscenti del Phard Napoli.
Il Beretta Famila Schio è la seconda squadra italiana, dopo Napoli nel 2006 a conquistare l'EuroCup. La vittoria è stata ottenuta battendo in finale il BC Moscow. Questa vittoria permette l'accesso diretto all'Eurolega nella stagione successiva.

## Verdetti stagionali
Competizioni nazionali
- Serie A1: (33 partite)

stagione regolare: 2º posto su 14 squadre (21-5);
play-off: finale vinta contro Napoli (3-0).
- Coppa Italia: (1 partita)

semifinale persa contro Taranto (67-73).
Competizioni europee
- Eurocoppa: (16 partite)

stagione regolare: 1º posto su 6 squadre nel gruppo I (5-1);
finale vinta contro BC Mosca (2-0).

## Organigramma societario
Area direttiva
- Presidente: Marcello Cestaro
- Vicepresidente: Mario Cestaro
- General Manager: Paolo De Angelis
- Direttore Sportivo: Francesco Alvisi
- Responsabile amministrativo: Maurizio Pozzan
- Direttore Settore Giovanile: Nicoletta Caselin
- Segretario: Giuseppe Facci
- Addetto stampa: Franco Marchetti
- Speaker: Pierangelo Schiralli

Staff tecnico
- Allenatore: Sandro Orlando
- Vice Allenatore: Giustino Altobelli
- Preparatore atletico: Ennio Sabbadin
- Medico sociale: Giovanni Sambo
- Fisioterapista: Aldo Lucchin

## Roster
|    | Naz.                    | Ruolo | Sportivo            | Anno | Alt. |  |       |
| -- | ----------------------- | ----- | ------------------- | ---- | ---- |  | ----- |
| 4  | Italia (bandiera)       | P     | Chiara Consolini    | 1988 | 182  |  |       |
| 5  | Italia (bandiera)       | P     | Elisabetta Moro     | 1975 | 170  |  | C     |
| 6  | Australia (bandiera)    | PG    | Deanne Butler       | 1981 | 170  |  |       |
| 7  | Stati Uniti (bandiera)  | C     | Bethany Donaphin    | 1980 | 190  |  |       |
| 8  | Italia (bandiera)       | G     | Simona Tassara      | 1972 | 174  |  |       |
| 10 | Spagna (bandiera)       | AP    | Rosi Sánchez        | 1974 | 174  |  | [ 4 ] |
| 11 | Italia (bandiera)       | AP    | Raffaella Masciadri | 1980 | 185  |  |       |
| 12 | Italia (bandiera)       | G     | Jenna Rubino        | 1985 | 185  |  | [ 5 ] |
| 13 | RD del Congo (bandiera) | C     | Bernadette Ngoyisa  | 1982 | 195  |  |       |
| 14 | Italia (bandiera)       | C     | Kathrin Ress        | 1985 | 196  |  |       |
| 15 | Italia (bandiera)       | AC    | Federica Ciampoli   | 1980 | 190  |  |       |
| 20 | Italia (bandiera)       | AG    | Laura Macchi        | 1979 | 188  |  |       |

## Risultati

### Play-off

#### Quarti di finale
| Schio 6 aprile 2008, ore 18:30 Gara-1                                                                                               | Famila Schio | 57 – 46 (15-13, 31-26, 42-38) referto | Germano Zama Faenza | PalaCampagnola |
| \| \| \| \| \| Donaphin 12 \| Punti \| 13 Jokić \| \| Moro, Ress 2 \| Assist \| \| \| Donaphin, Ngoyisa 9 \| Rimbalzi \| 8 Jokić \| |              |                                       |                     |                |
| |              |                                       |                     |                |
| Donaphin 12 | Punti        | 13 Jokić                              |                     |                |
| Moro, Ress 2 | Assist       |                                       |                     |                |
| Donaphin, Ngoyisa 9 | Rimbalzi     | 8 Jokić                               |                     |                |

| Faenza 9 aprile 2008, ore 20:30 Gara-2                                                                                      | Germano Zama Faenza | 55 – 77 (10-25, 21-40, 47-56) referto | Famila Schio | PalaCattani |
| \| \| \| \| \| David 10 \| Punti \| 27 Macchi \| \| David 2 \| Assist \| 5 Macchi \| \| David 9 \| Rimbalzi \| 8 Sánchez \| |                     |                                       |              |             |
| |                     |                                       |              |             |
| David 10 | Punti               | 27 Macchi                             |              |             |
| David 2 | Assist              | 5 Macchi                              |              |             |
| David 9 | Rimbalzi            | 8 Sánchez                             |              |             |

#### Semifinale
| Schio 16 aprile 2008, ore 20:30 Gara-1                                                                                            | Famila Schio | 72 – 51 (22-17, 39-27, 51-33) referto | Umana Venezia | PalaCampagnola |
| \| \| \| \| \| Ngoyisa 21 \| Punti \| 14 Vujović \| \| Moro 6 \| Assist \| 3 Modica \| \| Donaphin 7 \| Rimbalzi \| 10 Sanford \| |              |                                       |               |                |
| |              |                                       |               |                |
| Ngoyisa 21 | Punti        | 14 Vujović                            |               |                |
| Moro 6 | Assist       | 3 Modica                              |               |                |
| Donaphin 7 | Rimbalzi     | 10 Sanford                            |               |                |

| Mestre 19 aprile 2008, ore 19:30 Gara-2 | Umana Venezia | 62 – 68 (d.t.s.) | Famila Schio | Palasport Taliercio |

#### Finale
| Napoli 26 aprile 2008, ore 21:00 Gara-1 | Phard Napoli | 59 – 74 (18-19, 30-36, 47-53) referto | Famila Schio | PalaBarbuto |
| \| \| \| \| \| Holland-Corn 21 \| Punti \| 21 Macchi \| \| Cirone 2 \| Assist \| 3 Moro \| \| Horasan 7 \| Rimbalzi \| 9 Donaphin 8 Macchi \| |              |                                       |              |             |
| |              |                                       |              |             |
| Holland-Corn 21 | Punti        | 21 Macchi                             |              |             |
| Cirone 2 | Assist       | 3 Moro                                |              |             |
| Horasan 7 | Rimbalzi     | 9 Donaphin 8 Macchi                   |              |             |

| Schio 1º maggio 2008, ore 20:30 Gara-2 | Famila Schio | 86 – 67 (22-18, 45-28, 58-46) referto | Phard Napoli | PalaCampagnola |
| \| \| \| \| \| Ngoyisa 17 \| Punti \| 24 Holland-Corn \| \| Macchi, Moro 5 \| Assist \| 3 Holland-Corn \| \| Donaphin 8 \| Rimbalzi \| 4 Ndiaye \| |              |                                       |              |                |
| |              |                                       |              |                |
| Ngoyisa 17 | Punti        | 24 Holland-Corn                       |              |                |
| Macchi, Moro 5 | Assist       | 3 Holland-Corn                        |              |                |
| Donaphin 8 | Rimbalzi     | 4 Ndiaye                              |              |                |

| Schio 3 maggio 2008, ore 20:30 Gara-3 | Famila Schio | 78 – 65 (13-15, 27-33, 53-48) referto | Phard Napoli | PalaCampagnola |
| \| \| \| \| \| Macchi 21 \| Punti \| 17 Holland-Corn \| \| Macchi 6 \| Assist \| 2 Holland-Corn, Ndiaye \| \| Donaphin 8 \| Rimbalzi \| 5 N'Diaye \| |              |                                       |              |                |
| |              |                                       |              |                |
| Macchi 21 | Punti        | 17 Holland-Corn                       |              |                |
| Macchi 6 | Assist       | 2 Holland-Corn, Ndiaye                |              |                |
| Donaphin 8 | Rimbalzi     | 5 N'Diaye                             |              |                |

## EuroCoppa

### Finale
| Arbitri: | Tomas Jasevičius Tomasz Trawicki |

|                      |          |                         |
| Macchi 20 Ngoyisa 18 | Punti    | 17 Zakaljužnaja         |
| Moro 5               | Assist   | 3 (tre giocatrici)      |
| Masciadri 6          | Rimbalzi | 7 Daniločkina-Kirillova |

| Arbitri: | Ivo Dolinek Jasmina Juras |

|                                     |          |                       |
| Daniločkina-Kirillova 18 Pierson 17 | Punti    | 18 Macchi 16 Donaphin |
| Daniločkina-Kirillova, Latysheva 3  | Assist   | 3 Butler, Moro        |
| Zakaljužnaja 7                      | Rimbalzi | 7 (tre giocatrici)    |

#### Tabellini
- BERETTA FAMILA SCHIO-BK MOSCA 87-67

Schio, 27 marzo 2008, 20:30

Beretta Famila Schio: Consolini n.e., Moro 11, Butler 3, Donaphin 8, Tassara 4, Masciadri 12, Rubino n.e., Ngoyisa 18, Ress 3, Ciampoli 8, Macchi 20, Zambon n.e. All.: Sandro Orlando.

BK Mosca: Latysheva 7, Currie 13, Vukicevic n.e., Savelyeva 3, Beglova n.e., Zakalyuzhnaya 17, Danilochkina 15, Logunova n.e., Pierson 12, Grishaeva n.e. All.: Aleksander Vasin.

Arbitri: Tomas Jasevičius (Lituania) e Tomasz Trawicki (Polonia).

Parziali: 21-21, 19-14, 26-16, 21-16.

Spettatori: 2300.
- BK MOSCA-BERETTA FAMILA SCHIO 69-78

Mosca, 3 aprile 2008, 19:00

BK Mosca: Latysheva 3, Currie 16, Vukicevic, Becirovic, Savelyeva, Beglova 6, Zakalyuzhnaya 5, Danilochkina 18, Logunova, Pierson 17, Grishaeva 4. All.: Aleksander Vasin.

Beretta Famila Schio: Consolini 1, Moro 14, Butler 2, Donaphin 16, Masciadri 12, Rubino 2, Ngoyisa 3, Ress 10, Ciampoli, Macchi 18. All.: Sandro Orlando.

Arbitri: Ivo Dolinek (Repubblica Ceca), Jasmina Tatic (Serbia).

Parziali: 18-25, 15-14, 16-17, 20-22.

Spettatori: 2000.

## Statistiche

### Statistiche delle giocatrici
Campionato (stagione regolare e play-off)
| Giocatrice          | Partite | Partite | Min. | Pun | Tiri da 2 | Tiri da 2 | Tiri da 2 | Tiri da 3 | Tiri da 3 | Tiri da 3 | Tiri Liberi | Tiri Liberi | Tiri Liberi | Rimbalzi | Rimbalzi | Rimbalzi | Palle | Palle | Stopp. | Stopp. | Ass | Falli | Falli | Val. |
| Giocatrice          | Pr      | PG      | Min. | Pun | R         | T         | %         | R         | T         | %         | R           | T           | %           | D        | O        | T        | P     | R     | S      | D      | Ass | F     | S     | Val. |
| ------------------- | ------- | ------- | ---- | --- | --------- | --------- | --------- | --------- | --------- | --------- | ----------- | ----------- | ----------- | -------- | -------- | -------- | ----- | ----- | ------ | ------ | --- | ----- | ----- | ---- |
| Deanne Butler       | 29      | 29      | 475  | 113 | 23        | 62        | 37        | 15        | 53        | 28        | 22          | 33          | 67          | 39       | 6        | 45       | 51    | 28    | 5      | 2      | 24  | 55    | 40    | 53   |
| Federica Ciampoli   | 33      | 32      | 557  | 163 | 66        | 118       | 56        | 2         | 22        | 9         | 25          | 31          | 81          | 52       | 21       | 73       | 40    | 16    | 2      | 1      | 8   | 68    | 29    | 102  |
| Chiara Consolini    | 20      | 16      | 123  | 30  | 6         | 15        | 40        | 3         | 11        | 27        | 9           | 16          | 56          | 6        | 2        | 8        | 15    | 6     |        |        | 7   | 13    | 15    | 14   |
| Bethany Donaphin    | 33      | 33      | 916  | 339 | 131       | 241       | 54        | 1         | 3         | 33        | 74          | 104         | 71          | 160      | 93       | 253      | 44    | 59    | 2      | 14     | 18  | 53    | 76    | 518  |
| Laura Macchi        | 33      | 33      | 980  | 517 | 122       | 221       | 55        | 47        | 115       | 41        | 132         | 160         | 82          | 144      | 26       | 170      | 101   | 113   | 4      | 24     | 71  | 87    | 173   | 681  |
| Raffaella Masciadri | 33      | 33      | 1029 | 360 | 76        | 163       | 47        | 52        | 164       | 32        | 52          | 74          | 70          | 88       | 25       | 113      | 72    | 55    | 6      | 4      | 37  | 78    | 73    | 265  |
| Elisabetta Moro     | 33      | 33      | 906  | 267 | 47        | 100       | 47        | 48        | 113       | 42        | 29          | 40          | 72          | 94       | 8        | 102      | 94    | 67    | 2      |        | 98  | 69    | 43    | 283  |
| Bernadette Ngoyisa  | 33      | 32      | 585  | 336 | 127       | 204       | 62        | 0         | 1         | 0         | 82          | 124         | 66          | 82       | 72       | 154      | 82    | 30    | 2      | 6      | 10  | 81    | 95    | 346  |
| Kathrin Ress        | 32      | 32      | 572  | 215 | 78        | 157       | 50        | 4         | 11        | 36        | 47          | 64          | 73          | 71       | 56       | 127      | 67    | 30    | 8      | 8      | 21  | 72    | 62    | 213  |
| Jenna Rubino        | 15      | 13      | 86   | 29  | 6         | 15        | 40        | 5         | 20        | 25        | 2           | 2           | 100         | 5        | 7        | 12       | 6     | 5     |        | 1      | 3   | 14    | 2     | 8    |
| Rosi Sánchez        | 9       | 9       | 152  | 37  | 5         | 15        | 33        | 7         | 16        | 44        | 6           | 8           | 75          | 27       | 4        | 31       | 13    | 11    | 2      |        | 9   | 10    | 10    | 52   |
| Simona Tassara      | 27      | 23      | 269  | 71  | 10        | 19        | 53        | 15        | 40        | 38        | 6           | 8           | 75          | 15       | 5        | 20       | 20    | 16    | 1      |        | 10  | 36    | 9     | 33   |